# Petalura gigantea
Petalura gigantea là loài chuồn chuồn trong họ Petaluridae. Loài này được Leach mô tả khoa học đầu tiên năm 1815.